# Oorlog van de stromen
De oorlog van de stromen is de naam die aan de concurrentiestrijd is gegeven die aan het einde van de jaren 80 van de 19e eeuw in de Verenigde Staten oplaaide en die er om ging dat de stroomvoorziening met wisselstroom of met gelijkstroom zou worden uitgevoerd. Die concurrentiestrijd werd in het land zelf War of the currents genoemd. Thomas Edison voerde het kamp aan dat voor gelijkstroom was, George Westinghouse het kamp dat voor wisselstroom was. Wisselstroom werd de norm.

## Inleiding
Thomas Edison had in 1879 de gloeilamp uitgevonden en er in de praktijk ook een gemaakt. Hij kwam er al snel achter dat er een elektrisch distributiesysteem nodig was om zijn gloeilampen van stroom te voorzien en schakelde op 4 september 1882 's werelds eerste elektriciteitsvoorziening van 100 kW in, waarmee hij 59 klanten rond zijn Pearl Street Station in Lower Manhattan van 110 volt gelijkspanning voorzag.
George Westinghouse was ondernemer en ingenieur op het gebied van de gasdistributie en telefonie, maar raakte daardoor ook geïnteresseerd in de distributie van elektriciteit. Hij onderzocht Edisons ontwerp, maar zag dat gelijkstroom inefficiënt was om op grote schaal te kunnen worden toegepast. De reden was dat Edisons elektriciteitsnet op lage gelijkspanning was gebaseerd, waarvoor een hoge stroom nodig is, wat veel energieverlies in de leidingen geeft. Technici in Europa waren al met de ontwikkeling van wisselstroom bezig, waarmee het mogelijk was om spanningen met een transformator voor transport naar een hogere spanning om te zetten en waar nodig voor gebruik weer omlaag om te zetten. Westinghouse zag hiervan de voordelen boven Edisons gelijkstroom en besloot de wisselstroom verder te ontwikkelen.

## Eerste wisselspanning in de Verenigde Staten
Westinghouse en Stanley installeerden in 1886 in Great Barrington in Massachusetts het eerste Amerikaanse netwerk met wisselstroom. Een door waterkracht aangedreven generator, die 500 volt wisselspanning produceerde, voorzag dit netwerk van energie. De spanning werd omhoog gebracht naar 3000 volt voor transport en lokaal weer omlaag gebracht naar 100 volt voor de voeding van elektrische verlichting.
Elektriciteit en kunstlicht waren tijdens de World's Columbian Exposition, de wereldtentoonstelling van 1893 in Chicago, nieuwe en fascinerende uitvindingen. De tentoonstelling, die 27 miljoen bezoekers zou trekken, werd geopend met de onthulling van een gigantische gloeilamp van 2,5 meter hoog. Deze bevond zich boven in het paviljoen van Edison, dat zijn eigen gelijkstroomgenerator had. Het was meteen ook de enige lamp van Edison op de hele tentoonstelling. De 180.000 lampen van normale grootte die de rest van het enorme terrein verlichtten, waren ontwikkeld en geleverd door grootindustrieel Westinghouse. Deze lampen waren aangesloten op wisselstroomgeneratoren van uitvinder Nikola Tesla.
Binnen een jaar werden er door de Westinghouse Electric Company meer dan 30 netwerken met wisselstroom geïnstalleerd, maar een grootschalige uitbreiding werd door het ontbreken van een goede kilowattuurmeter, maar ook door het gebrek aan goede dynamos tegengehouden.
- Westinghouse ontwikkelde in 1888 met zijn technicus Oliver Shallenberger een betrouwbare kilowattuurmeter.
- Een generator van wisselstroom, die later de dynamo zou worden, was een ander probleem, maar dit werd door Nikola Tesla onder handen genomen. Tesla had eerder bij de Edison General Electric Company gewerkt, maar daar kon hij niet overweg met Edison. Tesla kwam na een tocht met tegenslagen bij de Western Union Telegraph Company terecht, die de waarde van zijn ideeën inzag en ervoor zorgde dat hij een laboratorium en een beginkapitaal kreeg. Tesla ontwikkelde in iets meer dan een jaar, van april 1887 tot mei 1888, verschillende motoren voor wisselstroom, waaronder zijn beroemde, meerfasige inductiemotor of driefasige asynchrone motor. Plus drie verschillende systemen, met een, twee of drie fasedraden om elektriciteit door middel van wisselstroom te distribueren. Zijn inductiemotor berustte op het principe van het magnetisch draaiveld, in het geval van twee of drie fasen opgewekt door even zo veel wisselstromen die uit fase zijn. Met deze uitvinding werd in een klap een elektromotor verkregen die niet alleen efficiënt, simpel en goedkoop te bouwen was, maar die ook nauwelijks kapot kon: de rotor met de lagers waarop hij draait zijn de enige bewegende delen en dus ook de enige die kunnen slijten. Alle andere elektromotoren van die tijd moesten gebruikmaken van inefficiënte glijcontacten, koolborstels en commutatoren, stroomomkeerders, allemaal onderdelen die gemakkelijk kapot konden gaan en die versleten. Voorts was dit type motor gemakkelijk voor hogere vermogens en hogere spanningen te bouwen en had de motor een constante snelheid. Veel hedendaagse elektromotoren zijn van dit type. Kleine motoren, zoals in elektronische apparatuur, elektrisch gereedschap en speelgoed, worden nog wel veel met glijcontacten en commutatoren uitgevoerd.

## Elektrocutiegevaar
Westinghouse' promotie van wisselstroom leidde tot een confrontatie met Edison en zijn gelijkstroom. Edison claimde dat hoge wisselspanning zeer gevaarlijk was en probeerde in verschillende staten de spanning te limiteren tot 800V, maar slaagde daar niet in. Westinghouse antwoordde dat de risico’s beheersbaar waren en dat ze niet opwogen tegen de voordelen van zijn systeem.

## Elektrische stoel

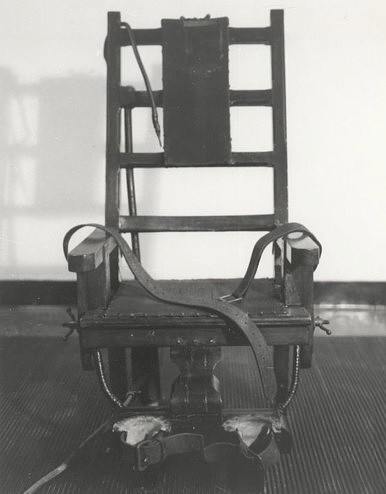
De fameuze elektrische stoel - Old Sparky van Sing-Sing-gevangenis

Een groep afgevaardigden van de staat New York vroeg in 1887 aan Edison of elektriciteit gebruikt kon worden als executiemethode. Edison moest er niet veel van weten, maar gaf met een kanttekening toe: Dan moet je wel de stroom van mijn concurrent gebruiken, want die is veel dodelijker. Harold P. Brown, een door Edison ingehuurde ingenieur, ontwikkelde de elektrische stoel, de staat New York raakte overtuigd en besloot de executiemethode te gebruiken.
Hoewel Westinghouse weigerde eraan mee te werken, wist Brown toch via een list een wisselstroomdynamo bij Westinghouse te bestellen. Moordenaar William Kemmler was op 6 augustus 1890 de eerste die tot de elektrische stoel werd veroordeeld. De advocaat van Westinghouse noemde elektrocutie een wrede en onmenselijke straf, iets dat vanwege het achtste amendement van de Grondwet van de Verenigde Staten verboden moest worden. Kemmler stierf pas in tweede instantie, Westinghouse' commentaar: Ze hadden beter een bijl kunnen gebruiken..
De elektrische stoel werd desondanks in veel Amerikaanse staten ingevoerd. 

## Overwinning
Ondanks alle pogingen van Edison om wisselstroom in diskrediet te brengen mislukte dit doordat steeds duidelijker werd dat de voordelen ervan groter waren dan de gevaren ervan. De strijd eindigde toen een voor die tijd opzienbarende afstand van 40 kilometer met wisselstroom werd overbrugd. De eerste goed werkende, moderne elektrische centrale met wisselstroom stond bij de Niagarawatervallen in de Verenigde Staten en werd op 16 november 1896 in gebruik genomen. Men sprak toen van witte steenkool. Met deze leiding, met een wisselspanning van 25 Hz, werd industriestad Buffalo van elektriciteit voorzien. Later schakelde men over op 60 Hz en dat bleef in de Verenigde Staten de standaard. De stroom werd opgewekt door Tesla's dynamo's, die toen nog alternatoren werden genoemd, aangedreven door de Niagarawatervallen. De stroom ging naar Buffalo, waar op een minuut na middernacht op 16 november 1897, de straatverlichting aanging.
Na het gebleken succes van de waterkrachtcentrales bij de Niagarawatervallen besloot zelfs General Electric, ontstaan uit Edisons bedrijf, om zich voor wisselstroom te interesseren.

## Hoofdrolspelers
- Thomas Edison, Amerikaans uitvinder en zakenman, bekend als The Wizard of Menlo Park, ontwikkelde een gelijkspanningsnet op 110 V
- George Westinghouse, Amerikaans ondernemer en ingenieur, ondersteunde financieel de ontwikkeling van een werkend wisselspanningsnet
- Nikola Tesla, Servisch uitvinder, fysicus en elektromechanisch ingenieur, bekend als The Wizard of The West[3] en bepalend in de ontwikkeling van het moderne elektriciteitsnet op basis van wisselstroom

Thomas Edison
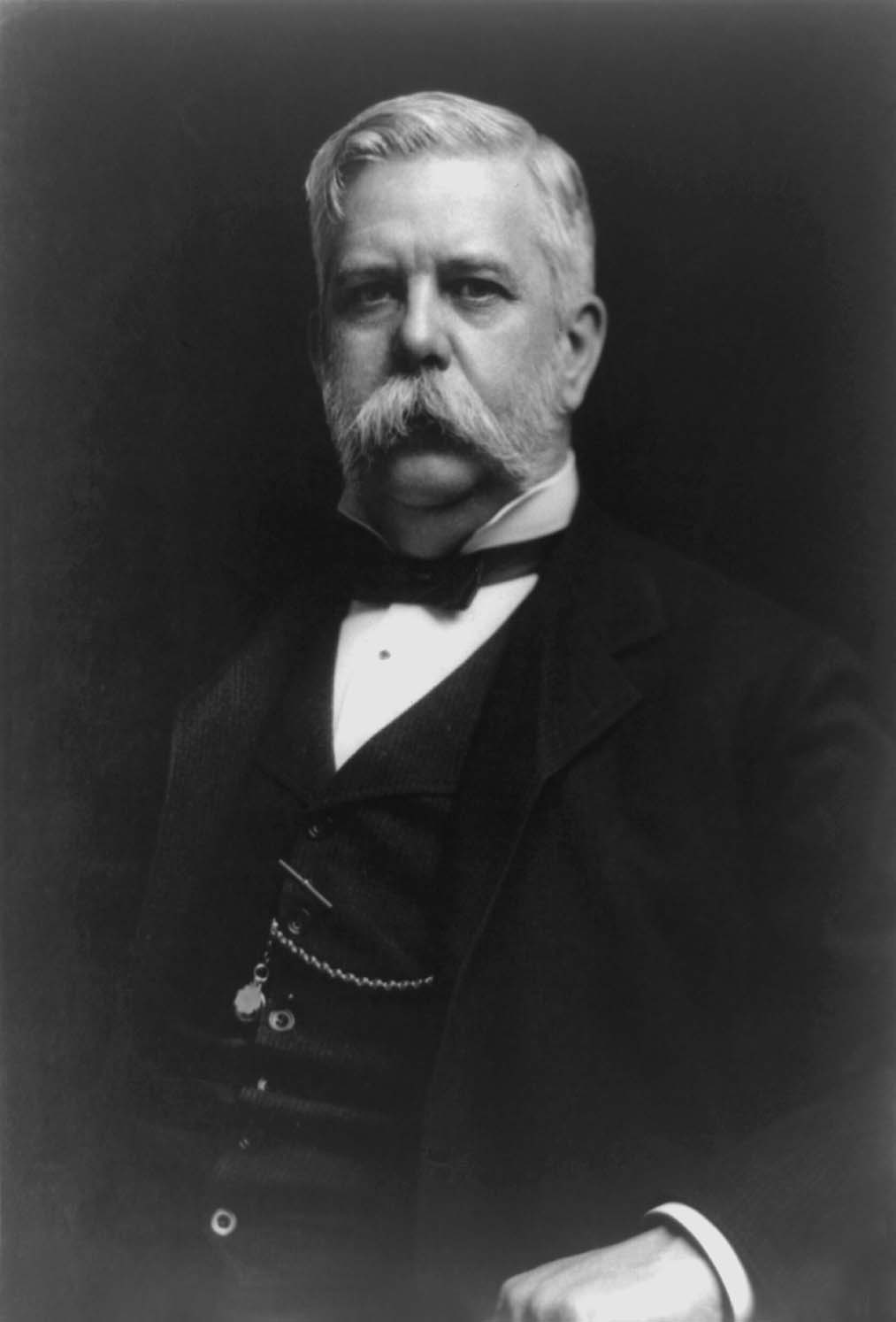
George Westinghouse
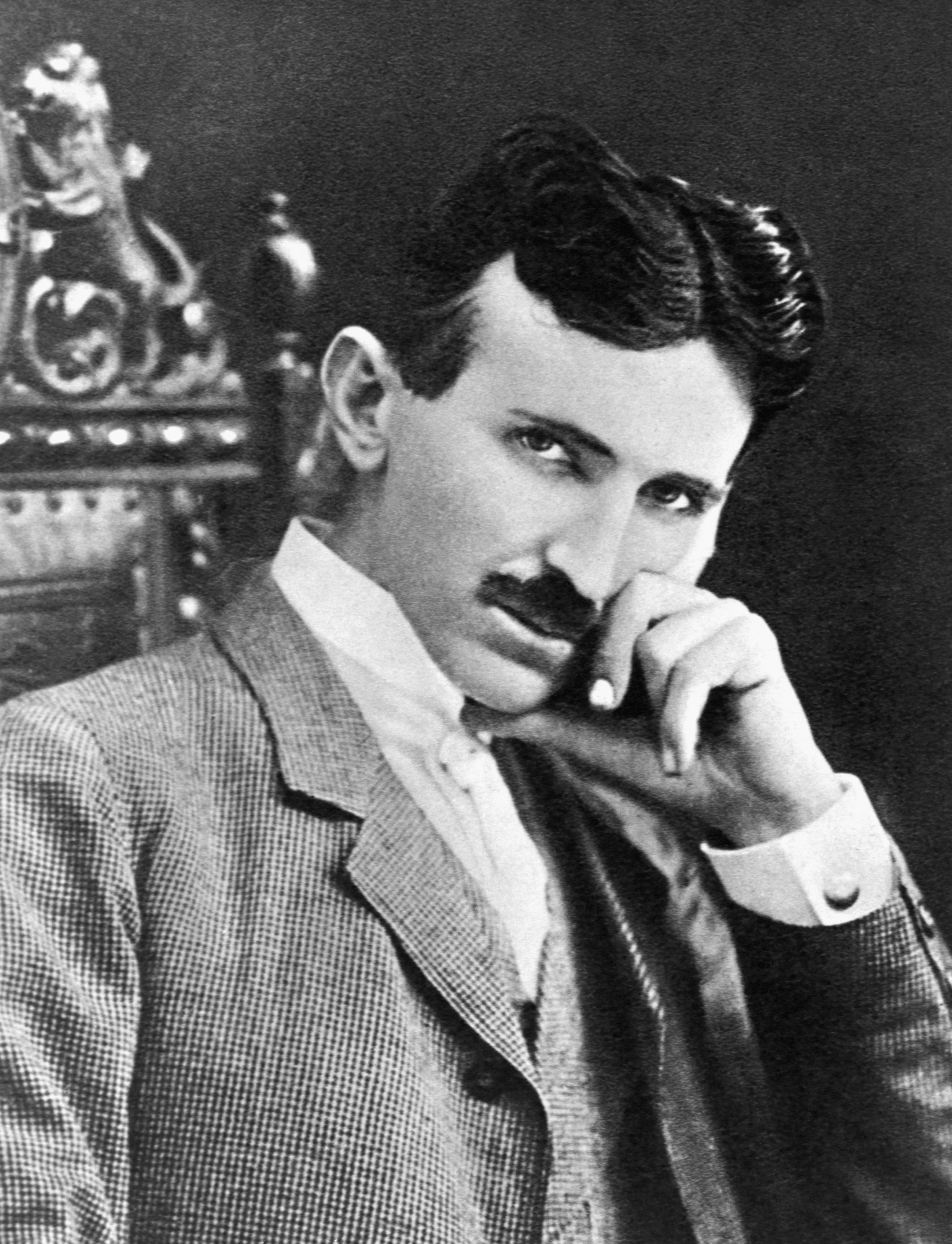
Nikola Tesla